# سيمون سينغ
سيمون سينغ، (بالإنجليزية: Simone Singh)‏، ممثلة هندية، من مواليد 10 نوفمبر 1974.

## السيرة الشخصية
سيمون ولدت في جمشيدبور في 10 نوفمبر 1974.
وقالت انها قدمت لأول مرة كممثلة مع المسلسل التلفزيوني «صقور البحار» دور صغير في Swabhimaan، في عام 1995. لعبت دور البطولة مره أخرى في المسلسل التلفزيوني الشعبي الواقعى «هينا»، الذي أعطها تقديرا وشهره واسعة، وكان العرض الأعلى تصنيفا في التلفزيون الهندي في وقته. وقد رشحت أيضا لدور ساكشي جونكا، وهي امرأة ماكرة وقوية، في «إيك حسينة ثي».
لعبت أدوارا في أفلام قليلة أخرى، وقد تم المشهود لها عن دورها في أن تكون سايروس، بومان إيراني، دمل كاباديا وسيف علي خان يشارك في بطولته. [بحاجة لمصدر] وهي أول ممثلة تلفزيونية هندية لتقديم حفل توزيع جوائز إيمي الدولية في مدينة نيويورك. وعملت في لجنة تحكيم أول جوائز إيمي الدولية التي ستعقد في الهند في عام 2005.

## حياه شخصيه
هي تزوجت من فهد سامر ولها اخت واحده

## فيلموغرافى

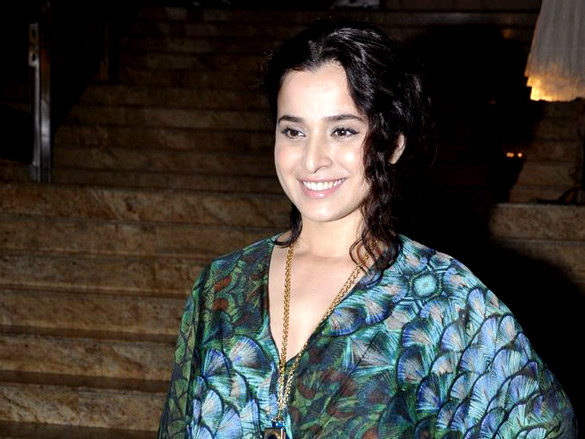
سيمون سينغ في اسبوع الموضه في لاكمى في 2012

### افلام
- Ek Rishtaa: The Bond of Love (2001) - Priya Kapoor
- Kabhi Khushi Kabhie Gham... (2001) - Rukhsaar (Special Appearance)
- Haan Maine Bhi Pyaar Kiya (2002) - Meghna
- Sur – The Melody of Life (2002) - Divya
- Sssshhh... (2003)
- Kal Ho Naa Ho (2003) - Camilla (Special Appearance)
- Being Cyrus (2006) - Tina Sethna
- Marigold (2007) - Shazia
- YUVA
- Delhii Heights (2007) - Saima
- Bhram An Illusion (2008) - Vinnie
- Via Darjeeling (2008) - Preeti R. Sen
- 99 (2009) - Jahnavi
- Diamond Murders (2009)
- Rann (2009)
- jishnu the great (2014) - shashi
- Mein Ashar Ki Diwani Hoon (2014)

### التلفزيون
- Swabhimaan (1995)
- A Mouthful of Sky (1995)
- Sea Hawks (1997) - Rupal
- Ajeeb Dastaan Hai Yeh (1997) - Anita
- Thoda Hai Thode Ki Zaroorat Hai (1997) - Chandni
- Heena (1998) - Heena
- Hello Friends (1999)
- Tum Pukar Lo (2001)
- Aandhi (2003) - Chandni
- Kosmiic Chat (2004) - Simone (anchor)
- Kasshish (2005) - Pia
- Virarat (2007)
- Leap of Faith (2010)
- Ek Hasina Thi (2014) - Sakshi Goenka

## روابط خارجية
- سيمون سينغ على موقع IMDb (الإنجليزية)
- سيمون سينغ على موقع قاعدة بيانات الفيلم (الإنجليزية)